# Dan Daoust
Daniel Armand Daoust est un joueur professionnel canadien de hockey sur glace né le 29 février 1960 à Montréal, dans la province de Québec au Canada.

## Carrière
Après trois saisons passées avec les Royals de Cornwall, il signa un premier contrat professionnel avec les Voyageurs de la Nouvelle-Écosse, équipe affiliée aux Canadiens de Montréal. Il y connut une excellente première saison, récoltant 98 points en 80 parties. Les Canadiens lui firent alors signer un contrat. Malgré tout, il passa une autre saison complète dans la Ligue américaine de hockey avant de voir un peu d'action dans la Ligue nationale de hockey.
En 1982-1983, il joua 4 parties avec les Canadiens avant d'être échangé aux Maple Leafs de Toronto. C'est avec cette équipe qu'il connut ses meilleures saisons dans le hockey professionnel. Il y termina donc la saison 1982-1983, récoltant un total de 52 points en 52 parties. Cette excellente production lui permit d'être sélectionné dans l'équipe d'étoiles des recrues de la LNH. Il poursuivit sa carrière à Toronto jusqu'en 1990. Il alla jouer en Europe dès la saison 1990-1991.
Il s'aligna donc pour le HC Ajoie en Suisse. Il poursuivit sa carrière en seconde division du championnat suisse de hockey jusqu'en 1997. Il a aussi joué quelques parties en Allemagne, dans le championnat élite de Suisse ainsi en tant que joueur de roller hockey.

## Statistiques
| Saison       | Équipe                          | Ligue          |     | Saison régulière | Saison régulière | Saison régulière | Saison régulière | Saison régulière |    | Séries éliminatoires | Séries éliminatoires | Séries éliminatoires | Séries éliminatoires | Séries éliminatoires |
| Saison       | Équipe                          | Ligue          | PJ  | B                | A                | Pts              | Pun              | PJ               | B  | A                    | Pts                  | Pun                  |                      |                      |
| 1977-1978    | Royals de Cornwall              | LHJMQ          | 68  | 24               | 44               | 68               | 74               | 2                | 1  | 2                    | 3                    | 7                    |                      |                      |
| 1978-1979    | Royals de Cornwall              | LHJMQ          | 72  | 42               | 55               | 97               | 85               | 7                | 2  | 4                    | 6                    | 29                   |                      |                      |
| 1979-1980    | Royals de Cornwall              | LHJMQ          | 70  | 40               | 62               | 102              | 82               | 18               | 5  | 9                    | 14                   | 36                   |                      |                      |
| 1980         | Royals de Cornwall              | Coupe Memorial | -   | -                | -                | -                | -                | 5                | 1  | 4                    | 5                    | 8                    |                      |                      |
| 1980-1981    | Voyageurs de la Nouvelle-Écosse | LAH            | 80  | 38               | 60               | 98               | 106              | 6                | 1  | 3                    | 4                    | 10                   |                      |                      |
| 1981-1982    | Voyageurs de la Nouvelle-Écosse | LAH            | 61  | 25               | 40               | 65               | 75               | 9                | 5  | 2                    | 7                    | 11                   |                      |                      |
| 1982-1983    | Canadiens de Montréal           | LNH            | 4   | 0                | 1                | 1                | 4                | -                | -  | -                    | -                    | -                    |                      |                      |
| 1982-1983    | Maple Leafs de Toronto          | LNH            | 48  | 18               | 33               | 51               | 31               | -                | -  | -                    | -                    | -                    |                      |                      |
| 1983-1984    | Maple Leafs de Toronto          | LNH            | 78  | 18               | 56               | 74               | 88               | -                | -  | -                    | -                    | -                    |                      |                      |
| 1984-1985    | Maple Leafs de Toronto          | LNH            | 79  | 17               | 37               | 54               | 98               | -                | -  | -                    | -                    | -                    |                      |                      |
| 1985-1986    | Maple Leafs de Toronto          | LNH            | 80  | 7                | 13               | 20               | 88               | 10               | 2  | 2                    | 4                    | 19                   |                      |                      |
| 1986-1987    | Saints de Newmarket             | LAH            | 1   | 0                | 0                | 0                | 4                | -                | -  | -                    | -                    | -                    |                      |                      |
| 1986-1987    | Maple Leafs de Toronto          | LNH            | 33  | 4                | 3                | 7                | 35               | 13               | 5  | 2                    | 7                    | 42                   |                      |                      |
| 1987-1988    | Maple Leafs de Toronto          | LNH            | 67  | 9                | 8                | 17               | 57               | 4                | 0  | 0                    | 0                    | 2                    |                      |                      |
| 1988-1989    | Maple Leafs de Toronto          | LNH            | 68  | 7                | 5                | 12               | 54               | -                | -  | -                    | -                    | -                    |                      |                      |
| 1989-1990    | Maple Leafs de Toronto          | LNH            | 65  | 7                | 11               | 18               | 89               | 5                | 0  | 1                    | 1                    | 20                   |                      |                      |
| 1990-1991    | HC Ajoie                        | LNB            | 27  | 21               | 32               | 53               | 106              | 10               | 6  | 8                    | 14                   | 17                   |                      |                      |
| 1991-1992    | SC Lyss                         | LNB            | 25  | 24               | 16               | 40               | 58               | 9                | 3  | 6                    | 9                    | 44                   |                      |                      |
| 1992-1992    | HC Bienne                       | LNA            | 5   | 5                | 9                | 14               | 8                | -                | -  | -                    | -                    | -                    |                      |                      |
| 1991-1992    | ESV Kaufbeuren                  | 2. Bundesliga  | 7   | 2                | 0                | 2                | 14               | -                | -  | -                    | -                    | -                    |                      |                      |
| 1992-1993    | HC Thurgovie                    | LNB            | 36  | 23               | 31               | 54               | 123              | 5                | 4  | 5                    | 9                    | 8                    |                      |                      |
| 1993-1994    | HC Thurgovie                    | LNB            | 36  | 21               | 26               | 47               | 97               | 2                | 0  | 1                    | 1                    | 2                    |                      |                      |
| 1994-1995    | HC Thurgovie                    | LNB            | 36  | 23               | 42               | 65               | 105              | 6                | 7  | 5                    | 12                   | 41                   |                      |                      |
| 1995-1996    | HC Thurgovie                    | LNB            | 36  | 25               | 40               | 65               | 50               | 5                | 3  | 6                    | 9                    | 10                   |                      |                      |
| 1996-1997    | HC Thurgovie                    | LNB            | 19  | 10               | 24               | 34               | 20               | 3                | 1  | 1                    | 2                    | 8                    |                      |                      |
| Totaux LNH   | Totaux LNH                      | Totaux LNH     | 522 | 87               | 167              | 254              | 544              | 32               | 7  | 5                    | 12                   | 83                   |                      |                      |
| Totaux LNB   | Totaux LNB                      | Totaux LNB     | 215 | 147              | 211              | 358              | 559              | 40               | 24 | 32                   | 56                   | 130                  |                      |                      |
| Totaux LAH   | Totaux LAH                      | Totaux LAH     | 142 | 63               | 100              | 163              | 185              | 15               | 6  | 5                    | 11                   | 21                   |                      |                      |
| Totaux LHJMQ | Totaux LHJMQ                    | Totaux LHJMQ   | 210 | 106              | 161              | 267              | 241              | 27               | 8  | 15                   | 23                   | 72                   |                      |                      |

### Roller Hockey
| Saison | Équipe            | Ligue |    | Saison régulière | Saison régulière | Saison régulière | Saison régulière | Saison régulière |   | Séries éliminatoires | Séries éliminatoires | Séries éliminatoires | Séries éliminatoires | Séries éliminatoires |
| Saison | Équipe            | Ligue | PJ | B                | A                | Pts              | Pun              | PJ               | B | A                    | Pts                  | Pun                  |                      |                      |
| 1993   | Planet de Toronto | RHI   | 6  | 9                | 10               | 19               | 20               | -                | - | -                    | -                    | -                    |                      |                      |

## Trophées et honneurs personnels
- Ligue américaine de hockey
  - 1981 : nommé dans la 1re équipe des étoiles
- Ligue nationale de hockey
  - 1983 : nommé dans l'équipe d'étoiles des recrues

## Transactions
- 9 mars 1981 : signe un contrat comme agent libre avec les Canadiens de Montréal.
- 17 décembre 1982 : échangé aux Maple Leafs de Toronto par les Canadiens de Montréal en retour d'un choix de 3e tour (échangé plus tard aux North Stars du Minnesota, les North Stars sélectionnent Ken Hodge) lors du repêchage d'entrée dans la LNH en 1984.